# Otto Weicken
Otto Weicken (* 1911; † 1984) war ein deutscher Architekt, der in Unna wirkte. Er plante unter anderem öffentliche Gebäude, darunter Kirchen und Krankenhäuser im Stil der Nachkriegsmoderne. Hierbei galt er in den 1950er und 1960er Jahren als „Architekt von tendenziell fortschrittlichen Lösungen“.
Aus der Ehe mit Erika Weicken, geborene Schmidt, gingen mehrere Kinder hervor.

## Werke (Auswahl)

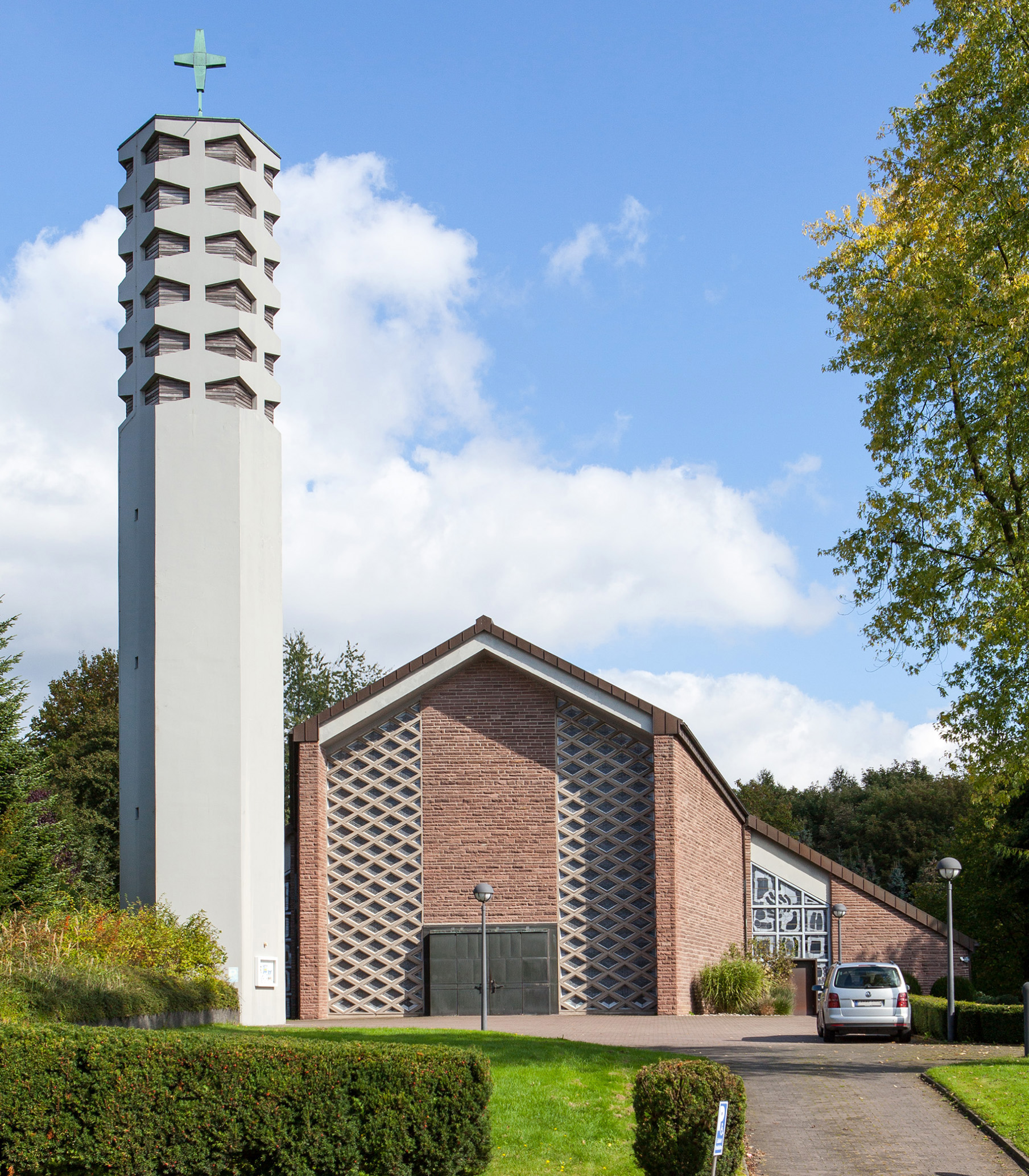
St. Martin in Blomberg

- Christkönig in Bad Meinberg, 1953/54
- Mariä-Himmelfahrt-Kirche in Schönholthausen, Kreis Olpe, 1953/54
- St. Nikolaus von Flue in Bochum, 1955
- St. Elisabeth in Bergkamen, 1956/1957
- Hl. Dreifaltigkeit in Iserlohn, 1957/58
- Herz Jesu in Uentrop, 1958/59[3]
- Heilige Familie in Dortmund–Brünninghausen, 1961/62
- St. Marien in Oer-Erkenschwick 1962/63
- St. Martin in Blomberg, 1965/66
- Altenheimkapelle St. Michael in Werl, 1969–71[2]

Publikationen
- mit Werner Knapp: Bauernhöfe. Architektur Wettbewerbe Heft 9; Krämer Verlag, Stuttgart 1943